# Рождественская музыка

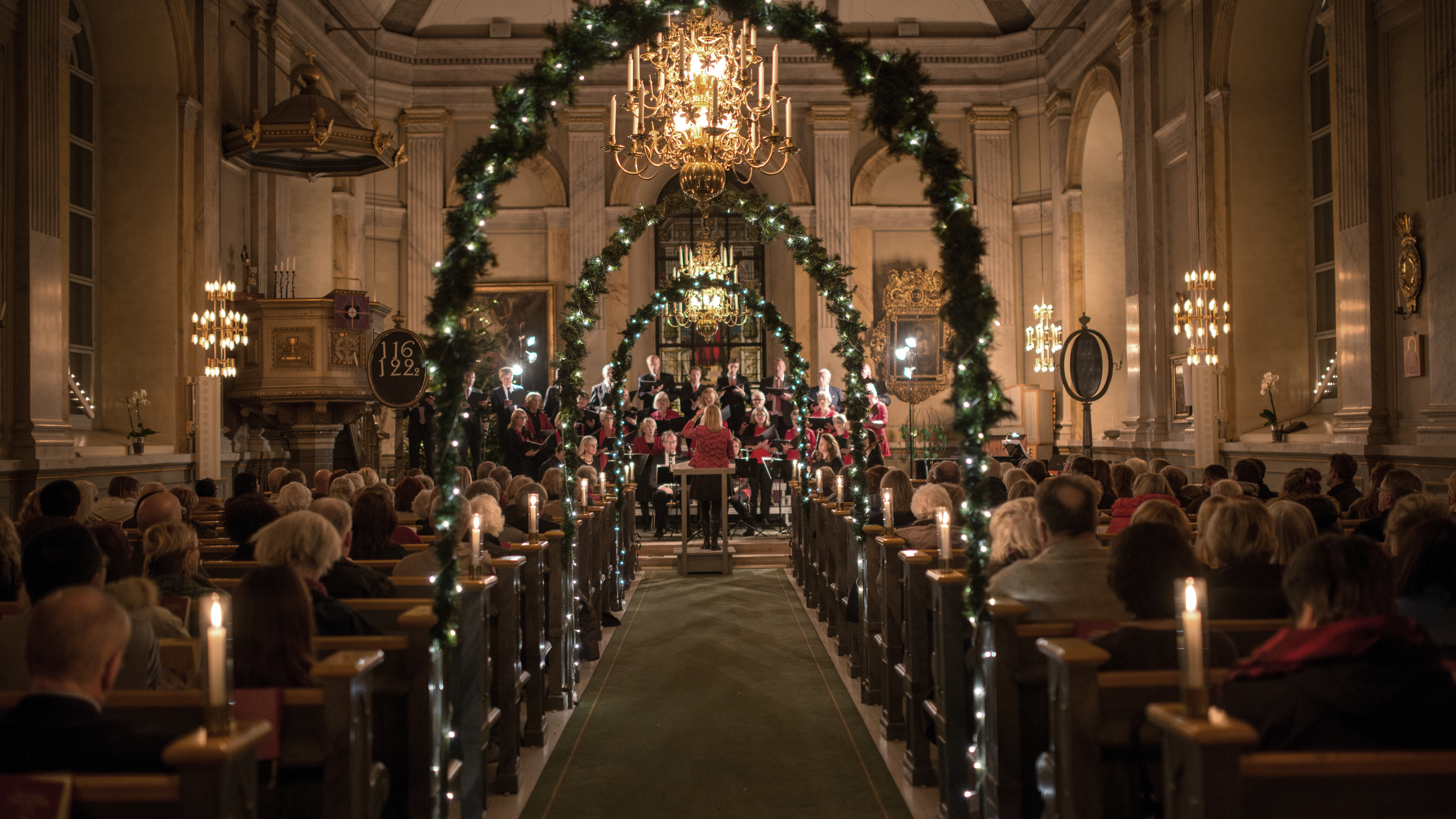
Рождественский концерт в одной из церквей Ваксхольма, Швеция

Рождественская музыка включает в себя различные жанры музыки, регулярно исполняемые или слышимые в течение рождественского сезона. Музыка, связанная с Рождеством, может быть чисто инструментальной, а в случае колядок или песен могут использоваться тексты песен, тематика которых варьируется от Рождества Иисуса Христа до дарения подарков и веселья, до различных персонажей, таких как Санта-Клаус, среди прочих тем. Многие песни просто имеют зимнюю или сезонную тематику или стали считаться таковыми по другим причинам.
В то время как большинство рождественских песен, созданных до 1930 года, носили традиционный религиозный характер, эпоха Великой депрессии 1930-х годов принесла поток песен американского происхождения, большинство из которых явно не ссылались на христианскую природу праздника, а скорее на более светские традиционные западные темы и обычаи, связанные с Рождеством. Сюда входили детские песни, такие как «Santa Claus Is Comin' to Town» и «Rudolph, the Red-Nosed Reindeer», а также сентиментальные балладные песни в исполнении известных певцов той эпохи, такие как «Have Yourself a Merry Little Christmas» и «White Christmas», последняя из которых остается самым продаваемым синглом всех времен по состоянию на 2018 год.
Исполнение рождественской музыки на публичных концертах, в церквях, в торговых центрах, на городских улицах и на частных вечеринках является неотъемлемой частью рождественского праздника во многих культурах по всему миру. Радиостанции часто начинают подстраивать свои плейлисты под рождественский формат, начиная иногда уже на следующий день после Хэллоуина — как часть явления, известного в англоязычных странах как «Расплывающееся рождество» (Christmas creep).